# Fivel Stewart
Fivel Stewart, född den 4 november 1996 i Beverly Hills i Kalifornien, är en amerikansk skådespelare.
Stewart har medverkat i TV-serierna Atypical 2018-2021, The Recruit 2022-2023 och Alert: Missing Persons Unit från 2023. Hon har även spelat en av de ledande rollerna i filmen Umma från 2022.

## Filmografi (i urval)
- 2018-2021: Atypical
- 2022-2023: The Recruit
- 2022: Umma
- 2023: Alert: Missing Persons Unit